# Таз (річка)
Таз — річка в Ямало-Ненецькому автономному окрузі Російської Федерації, частково на кордоні з Красноярським краєм.

## Географія
Річка Таз починається в Сибірських Увалах, на висоті 139 м. Тече у заболоченій північно-східній частині Західно-Сибірської рівнини, у широкій долині в сильно меандровому руслі, яке розділяється на численні рукави. Впадає у Тазівську губу (частина Обської губи) Карського моря кількома рукавами. В гирлі мілководний бар.
Довжина — 1401 км, площа басейну 150 тис. км². Середньорічний стік води становить 930 м³/сек (за 357 км від гирла). Живлення переважно снігове (понад 50 %) з великою часткою ґрунтового (близько 30 %). Повінь у верхній течії з кінця квітня по вересень, в низов'ях — з кінця травня по вересень. Замерзає в жовтні, розкривається в кінці травня — початку червня.

## Притоки
Головні притоки:
- праві: Велика Ширта і Худосєй
- ліві: Толька і Часелька.

## Населені пункти
На річці розташоване село Красноселькуп. Біля гирла Тазу знаходиться поселення Тазовське (рос. Тазовский). На березі Тазовської губи розташовано село Находка.